# ジフルベンズロン
ジフルベンズロン（diflubenzuron）とは、有機化合物の一種。接触性殺虫剤として利用されている。
変態の脱皮阻害効果による昆虫成長制御剤であり、即効性は無いが、幼虫全令期に適する。カ・ハエの幼虫に卓効し、有機リン系殺虫剤に耐性がある昆虫にも有効である。人畜・鳥・魚に対して安全性が高い一方、エビ・カニなどの甲殻類の脱皮にまで影響を及ぼす。商品名「デミリン」の名で知られ、25%水和剤として売られている。日本では『兼商デミリン水和剤』が、1987年に農薬登録されている。
急性毒性は弱く、ヒトの目に入らなければ刺激性も無く、ラットでの発癌性、催奇性も確認されていない。